# Otto Christoph von Sparr

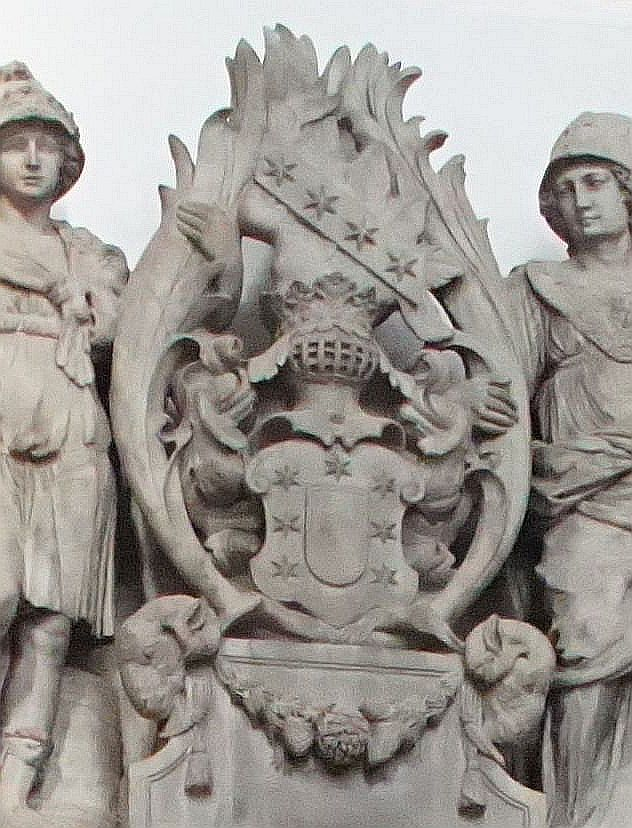

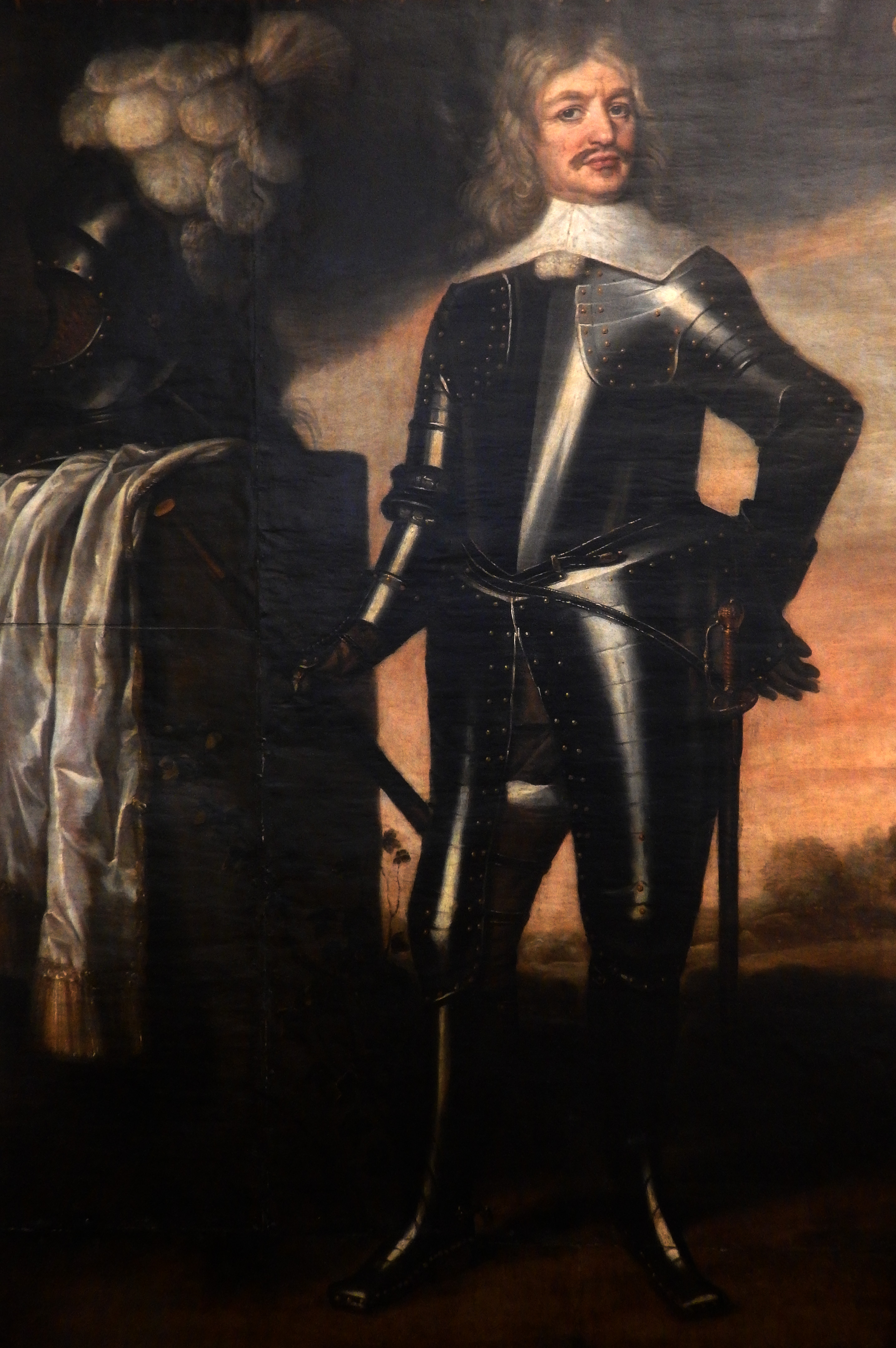
Otto Christoph von Sparr

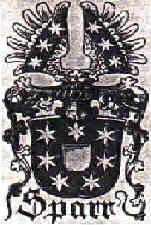
Wappen von Otto Christoph von Sparr

Otto Christoph von Sparr (* 13. November 1599 in Lichterfelde bei Eberswalde oder 1605 in Prenden bei Bernau; † 9. Mai 1668 ebenda) war Offizier und stammte aus einer alten brandenburgischen Adelsfamilie. Er war der erste Generalfeldmarschall der brandenburg-preußischen Geschichte.

## Leben
Otto Christoph von Sparr besaß in Prenden ein Schloss, wohin er gern zur Jagd lud. Während des Dreißigjährigen Krieges trat Sparr in kaiserliche Dienste. Er kämpfte meist im nordwestlichen Deutschland und belagerte im Rahmen eines mehr und mehr selbständigen Kommandos im Raum Westfalen 1641 Essen, kämpfte zudem vor Stargard und wurde bei Warendorf gefangen genommen.
Nach dem Krieg führte er 1649 die kurkölnische Operation gegen Lüttich und trat dann im Dezember in brandenburgische Dienste. Im Düsseldorfer Kuhkrieg befehligte er die brandenburgischen Truppen, die 1651 vergebens versuchten, das Herzogtum Berg zu besetzen. 1656 war er auf polnischem Gebiet im Einsatz, befehligte in der Schlacht bei Warschau die Mitte des brandenburgisch-schwedischen Heeres und erstürmte das Pragaer Holz. 1657 wurde er zum brandenburgischen Generalfeldmarschall ernannt.
1658 kämpfte er gegen die Schweden und eroberte 1659 die Festung Demmin. 1663 bis 1664 führte er das brandenburgische Kontingent erfolgreich in Ungarn gegen die Türken. Dafür wurde er zum kaiserlichen Feldmarschall ernannt.
Sein letzter Dienst war die Unterwerfung der widerspenstigen Magdeburger 1666, die sich der brandenburgischen Herrschaft nicht unterordnen wollten.
Sparr war insbesondere um die Fortentwicklung der Artillerie und des Geniewesens bemüht, was folgende eher sagenhafte Geschichte deutlich macht: Als im Jahr 1661 der Turm der Berliner Marienkirche nach einem Blitzeinschlag zu brennen begann, hatte Sparr gerade in der Nähe zu tun. Er ließ vom Stadtwall eine Kanone herbeischaffen und auf den Kirchturm schießen. Der genaue Schuss ließ die Turmspitze auseinanderbrechen und zu Boden fallen, wo der Brand schnell gelöscht werden konnte. Allerdings bestand der Kurfürst Friedrich Wilhelm von Brandenburg darauf, dass der Feldmarschall den Wiederaufbau der Turmspitze selbst zu bezahlen habe, weil das Schießkommando nur vom Herrscher erteilt werden könne. Theodor Fontane schildert die Episode in den Wanderungen durch die Mark Brandenburg, unter „Prenden“.
Otto Christoph Freiherr von Sparr starb am 9. Mai 1668 in Prenden.

## Ehrungen

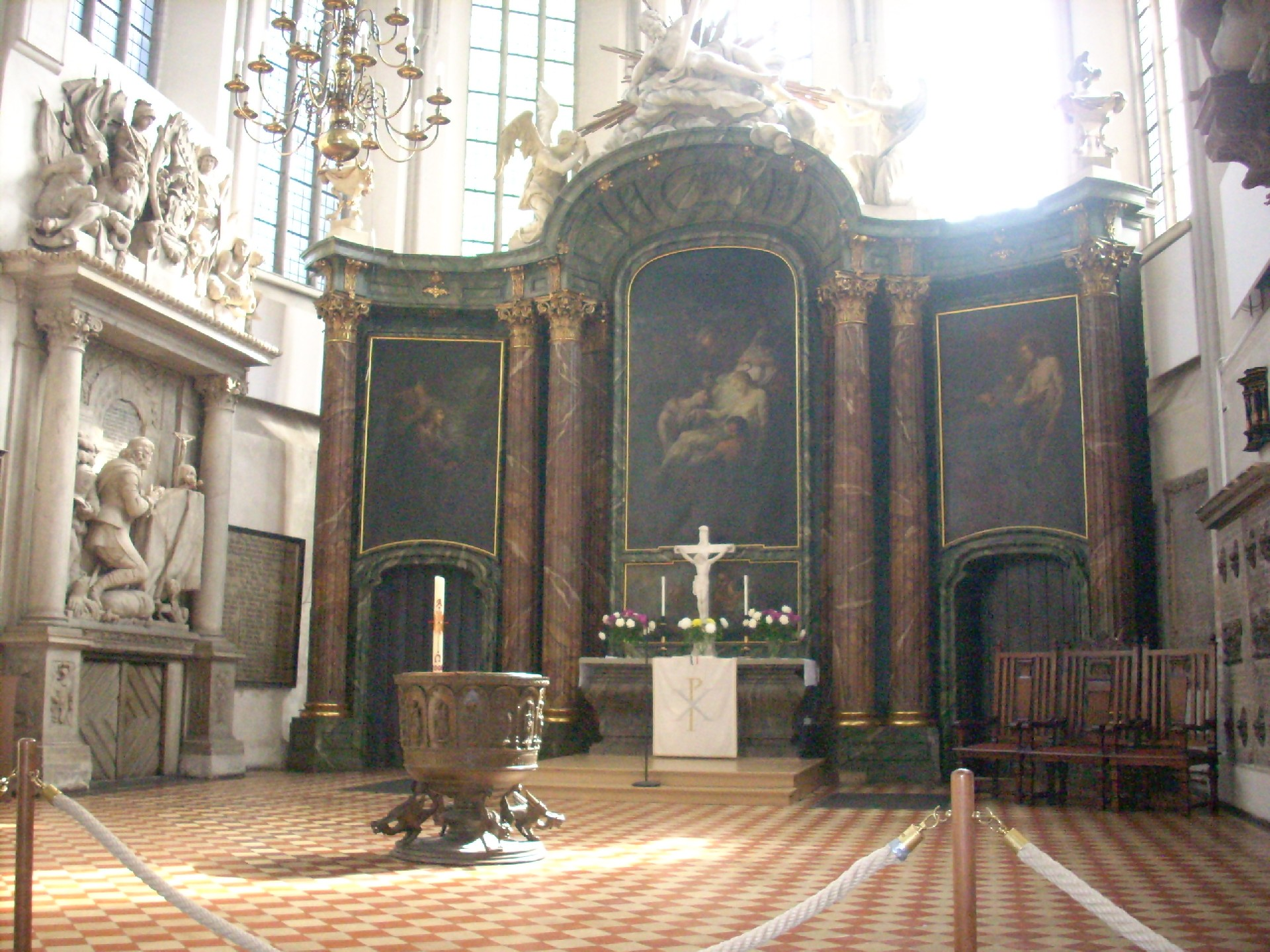
Das Grabmal Sparrs im Altarraum der Berliner Marienkirche (links)

Sparrs Grabmal, geschaffen von Artus Quellinus dem Älteren, befindet sich in der Berliner Marienkirche. Am 27. Januar 1889 ehrte Wilhelm II. hervorragende Kriegsleute durch entsprechende Benennung von Regimentern. So erhielt ihm zu Ehren das 3. westfälische Infanterieregiment Nr. 16 den Namen Infanterie-Regiment „Freiherr von Sparr“. Das Panzerbataillon 203 führt das Wappen fort.
1892 wurde die Sparrstraße, 1897 der Sparrplatz in Berlin-Wedding nach ihm benannt, in Köln die Von-Sparr-Straße.